# 哈瑪斯領袖列表
哈瑪斯是巴勒斯坦遜尼派伊斯兰主义政黨兼武裝組織，並自2007年起完全統治著加薩走廊。哈瑪斯最初成立之時並沒有固定的領袖職位，從1987年成立至2004年間，哈瑪斯全體事實上的領袖是由哈瑪斯協商委員會主席（羅馬化：Ra'īs Majlis Shūra li-Ḥarakat Ḥamās）擔任，直到2004年之後才改由哈瑪斯政治局主席（羅馬化：Ra'īs al-Maktab as-Siasi li-Ḥarakat Ḥamās）擔任。現在哈瑪斯政治局主席一職由於上一任主席叶海亚·辛瓦尔於2024年10月16日在巴勒斯坦加薩走廊拉法市被以色列國防軍擊殺之後而空缺，並由哈立德·迈沙阿勒、哈利勒·哈亞、扎赫·賈巴林、穆罕默德·伊斯梅爾·達爾維什以及一名未知名哈瑪斯官員組成的臨時委員會代理職務，直到下一屆哈瑪斯領袖選舉為止。
哈瑪斯政治局主席負責監督該組織及其各個組成部分，而軍事行動則由軍事指揮官單獨管理。政治局主席居住在卡達多哈，在巴勒斯坦選舉期間擔任哈馬斯黨魁，並成為抵抗以色列佔領的核心領導人。此外，主席在外交關係中發揮著至關重要的作用，如負責領導與以色列官員就和平進程進行的談判，促進與法塔赫的和解，並加強與其他中東國家的關係。

## 歷史
哈瑪斯的創始人兼第一任事實上的領袖艾哈迈德·亚辛從1987年12月擔任其協商委員會的首任主席。亞辛的副手阿卜杜勒-阿齐兹·兰提西在2004年3月任命為第二任協商委員會主席兼第二任哈瑪斯領袖，只是他接任僅26天便遭到以色列暗殺身亡。
蘭提西身亡後，時任第二任哈瑪斯政治局主席的哈立德·迈沙阿勒接管了哈馬斯的領導權，並自2004年4月起被宣佈為哈馬斯全體和事實上的第三任領袖。雖然邁沙阿勒自1996年就已經擔任哈瑪斯政治局主席，但由於領袖的身分是由協商委員會主席擔任，邁沙阿勒才沒被認定為哈瑪斯全體領袖。
2017年5月，哈瑪斯政治局副主席伊斯梅尔·哈尼亚被哈瑪斯協商委員會選為第三任哈瑪斯政治局主席，是為第四任哈瑪斯領袖，此外協商委員會也選出萨利赫·阿鲁里接任哈尼亞原來的副手一職。然而阿魯里於2024年1月被以色列襲擊暗殺，哈尼亞也於6個月後在出席伊朗德黑蘭新任伊朗总统马苏德·佩泽希齐扬的就職典禮後遭以色列暗殺身亡。
2024年7月31日，哈立德·邁沙阿勒被選為哈瑪斯政治局代理主席，直至新領袖選出。曾任政治局主席的邁沙阿勒、和於2023年10月接替被以色列擊殺的歐薩馬·馬齊尼成為哈瑪斯協商委員會主席的穆罕默德·伊斯梅爾·達爾維什都被視為是下任政治局主席的有力人選。
然而到了2024年8月6日（哈尼亞死後第六天），哈瑪斯協商委員會宣布由叶海亚·辛瓦尔出任第四任哈瑪斯政治局主席，是為第五任哈瑪斯領袖。協商委員會一致投票選擇辛瓦爾，哈瑪斯官員將其描述為「向以色列送出蔑視的訊息」。協商委員會也在同日決定由哈瑪斯籍巴勒斯坦立法委員以及哈瑪斯加薩走廊政治局副主席哈利勒·哈亞擔任辛瓦爾的副手。
2024年10月16日，辛瓦爾在當上哈瑪斯領袖短短2個半月後遭以色列擊殺，而哈立德·邁沙阿勒再度代理哈瑪斯政治局主席，直至新領袖選出為止。
辛瓦爾曾建議哈瑪斯在他死亡的情況下任命一個領導人委員會來管理他死後至新領導上任的過渡期。辛瓦爾推薦的委員會成員人選包括：
- 哈立德·迈沙阿勒，第二任哈瑪斯政治局主席（1996年-2017年）。
- 哈利勒·哈亞，哈瑪斯政治局副主席（2024年）、哈瑪斯籍巴勒斯坦立法委員（2006年-現今）以及哈瑪斯加薩走廊政治局副主席（2017年-現今）。
- 扎赫·賈巴林（英语：Zaher Jabarin），現任哈瑪斯約旦河西岸地區政治局副主席（2024年-現今）。
- 穆罕默德·伊斯梅爾·達爾維什（英语：Muhammad Ismail Darwish），現任哈瑪斯協商委員會主席（2023年-現今）。
- 未知人士，僅知道其身份為哈瑪斯政治局書記。[註 10][註 11]

上述這五人早在2024年7月31日哈尼亞身亡之後便被召集組成臨時委員會，並在難以和新任主席辛瓦爾取得聯繫的情況下繼續執政，直到辛瓦爾於10月16日身亡之後才正式代理政治局主席一職。哈瑪斯官員也表示哈利勒·哈亞除了直接監督加薩相關事務外，還承擔了大部分政治和外交事務的責任，因此他是實際上的哈馬斯代理領袖。
目前最有可能成為下任哈瑪斯領袖的人選除了臨時委員會的迈沙阿勒、哈亞、賈巴林三人外，還有叶海亚·辛瓦尔的弟弟、伊宰·丁·卡桑烈士旅指揮官之一的穆罕默德·辛瓦爾。

## 組織結構與遴選制度
哈瑪斯政治局（羅馬化：Al-Maktab al-Siyasi）現在主要由社會服務、宗教教育和軍事行動三大部門組成，並受到哈瑪斯協商委員會的監督。哈瑪斯政治局在加薩走廊、約旦河西岸和海外成員的統治由兩個組織領導：一為由哈立德·迈沙阿勒領導的科威特組織，二為先後流亡至大馬士革和埃及、由首任政治局主席穆薩·阿布·馬祖克領導的加薩組織。由於邁沙阿勒在伊拉克入侵科威特時反對亚西尔·阿拉法特的抉擇並支持萨达姆·侯赛因，科威特支部開始收到海灣國家的資助。
哈瑪斯由於經常秘密運作而使其組織實際結構模糊，雖然哈瑪斯自稱各部門是分開且獨立運作的，但仍有質疑空間。以色列情報部門設下的線人和監視網路的對哈馬斯軍事和政治部門之間的溝通構成了挑戰。自阿卜杜勒-阿齐兹·兰提西被暗殺後，戰地指揮官在行動決策上獲得了更多的自由，軍事部門的政治影響也被削弱。
哈瑪斯協商委員會（羅馬化：Majlis al-Shura）是哈瑪斯的主要協商機構，擁有近60名成員，其中大多數成員住在加薩，負責選出哈瑪斯政治局15位高層成員，也是管理哈瑪斯的主要機構。它以《古蘭經》中的舒拉（即民眾集會）理念為藍本，哈馬斯官員聲稱這種理念允許在伊斯蘭框架內實現民主。協商委員會負責選出政治局的15名要員，這些人大多都從加薩走廊、約旦河西岸、以色列囚犯、海外成員分支政治局中選出。

## 居所
哈瑪斯領袖的住所隨著時間的推移而變化。哈瑪斯在成立之初，前兩任領袖的居所都在加薩走廊，但隨著兩位領袖的接連遇刺身亡，領袖的居所自1992年開始變更至約旦安南，直到1997年因哈瑪斯與約旦國王侯赛因·本·塔拉勒的紛爭而連同政治局總部一同搬遷至敘利亞大馬士革。2012年，由於哈瑪斯在敘利亞革命及內戰中支持反對派，敘利亞總統巴沙尔·阿萨德勒令政府關閉哈瑪斯政治局總部，之後也多次譴責哈瑪斯的背叛和虛偽，哈瑪斯只得再度搬遷領袖居所及政治局總部至卡達多哈。哈瑪斯於2023年8月宣布打算重啟在敘利亞的政治局總部，但未能成行。
2024年上任的第五任領袖叶海亚·辛瓦尔由於身兼加沙地带政府領導人的緣故，於是領袖居所及政治局總部也一併遷回至加薩走廊，這使得辛瓦爾成為在與以色列戰爭時第一位居住在加薩走廊的哈瑪斯政治局主席。哈瑪斯政治局主席由於安全原因通常不居住在加薩走廊。
辛瓦爾死後代理其職的哈马斯临时委员会設在卡達多哈，然而由於哈瑪斯拒絕了一次換俘協議，卡達政府於2024年11月8日在美國的要求下勒令哈瑪斯離開卡達，使得目前哈瑪斯領袖居所及政治局總部的所在地成為未知數。

## 領袖的下場
絕大部分哈瑪斯領袖的下場都是在任內遭到殺害。第一任領袖艾哈迈德·亚辛於2004年3月22日遭以色列國防軍以直升機空襲殺害；第二任領袖阿卜杜勒-阿齐兹·兰提西僅上任短短26天就於同年4月17日在自己的車中被以色列戰機投擲的炸彈炸死；第四任領袖伊斯梅尔·哈尼亚於2024年7月31日在參加伊朗德黑蘭新任伊朗总统马苏德·佩泽希齐扬的就職典禮後遭以色列暗殺身亡；第五任領袖叶海亚·辛瓦尔於2024年10月16日在拉法的對戰中遭以色列國防軍擊殺。截至2024年，沒在任期中遭到殺害的哈瑪斯領袖僅有第三任領袖哈立德·迈沙阿勒而已。

## 領袖列表
| 任數                              | 肖像                                            | 姓名 （出生年–逝世年）                     | 任期                              | 任期                              | 任期                              | 副手 （任期）                                             | 參                                |
| 任數                              | 肖像                                            | 姓名 （出生年–逝世年）                     | 就職日期                          | 離職日期                          | 任職時間                          | 副手 （任期）                                             | 參                                |
| 哈瑪斯協商委員會主席 （阿拉伯語） | 哈瑪斯協商委員會主席 （阿拉伯語）               | 哈瑪斯協商委員會主席 （阿拉伯語）          | 哈瑪斯協商委員會主席 （阿拉伯語） | 哈瑪斯協商委員會主席 （阿拉伯語） | 哈瑪斯協商委員會主席 （阿拉伯語） | 哈瑪斯協商委員會主席 （阿拉伯語）                         | 哈瑪斯協商委員會主席 （阿拉伯語） |
| --------------------------------- | ----------------------------------------------- | ------------------------------------------ | --------------------------------- | --------------------------------- | --------------------------------- | --------------------------------------------------------- | --------------------------------- |
| 1                                 |                                                 | 艾哈迈德·亚辛 （1936年 – 2004年）          | 1987年10月12日                    | 2004年3月22日 X                   | 16年103天                         | 阿卜杜勒-阿齐兹·兰提西 （1987年10月10日 – 2004年3月22日） |                                   |
| 2                                 |                                                 | 阿卜杜勒-阿齐兹·兰提西 （1947年 – 2004年） | 2004年3月22日                     | 2004年4月17日 X                   | 26天                              | 空缺 （2004年3月22日 – 2004年4月17日）                    |                                   |
| 哈瑪斯政治局主席 （阿拉伯語）     |                                                 |                                            |                                   |                                   |                                   |                                                           |                                   |
| 3                                 |                                                 | 哈立德·迈沙阿勒 （1956年出生）             | 2004年4月17日                     | 2017年5月6日                      | 13年19天                          | 穆薩·阿布·馬祖克 （2004年4月17日 – 2013年4月4日）         | [ 29 ]                            |
| 3                                 | 伊斯梅尔·哈尼亚 （2013年4月4日 – 2017年5月6日） | 哈立德·迈沙阿勒 （1956年出生）             | 2004年4月17日                     | 2017年5月6日                      | 13年19天                          |                                                           | [ 29 ]                            |
| 4                                 |                                                 | 伊斯梅尔·哈尼亚 （约1962年 – 2024年）      | 2017年5月6日                      | 2024年7月31日 X                   | 7年86天                           | 萨利赫·阿鲁里 （2017年10月9日 – 2024年1月2日） X          |                                   |
| 4                                 | 空缺 （2024年1月2日 – 2024年8月6日）            | 伊斯梅尔·哈尼亚 （约1962年 – 2024年）      | 2017年5月6日                      | 2024年7月31日 X                   | 7年86天                           |                                                           |                                   |
| –                                 |                                                 | 哈立德·迈沙阿勒 （1956年出生） 代理        | 2024年7月31日                     | 2024年8月6日                      | 6天                               | [ 13 ] [ 14 ]                                             |                                   |
| 5                                 |                                                 | 叶海亚·辛瓦尔 （1962年 – 2024年）          | 2024年8月6日                      | 2024年10月16日 †                  | 71天                              | 哈利勒·哈亞 （2024年8月6日 – 2024年10月16日）             |                                   |
| –                                 |                                                 | 臨時領導委員會 代理                        | 2024年10月16日                    | 現任                              | 258天                             | 空缺 （2024年10月16日至現在）                             | [ 3 ] [ 4 ]                       |

### 時間軸
這是哈瑪斯自1987年12月成立以來領袖的時間軸：
這是哈瑪斯自1987年12月成立以來領袖副手的時間軸：

## 加薩走廊軍事領導人列表
| 任數 | 名字                              | 上任日期               | 離任日期         | 死因                                 |
| ---- | --------------------------------- | ---------------------- | ---------------- | ------------------------------------ |
| 1.   | 萨利赫·阿鲁里                     | 1991年6月–8月          | 1993年           | 於2024年1月2日被以色列國防軍暗殺身亡 |
| 2.   | 伊馬德·阿克爾                     | 1993年                 | 1993年11月24日 X | 被以色列國防軍暗殺身亡               |
| 3.   | 葉海亞·阿亞什                     | 1993年11月–12月        | 1996年1月5日 X   | 被辛貝特暗殺身亡                     |
| 4.   | 阿德爾·阿瓦達拉（Adel Awadallah） | 1996年1月–3月          | 1998年9月10日 X  | 被以色列國境警察特勤隊暗殺身亡       |
| 5.   | 薩拉赫·謝哈德                     | 1998年9月–12月         | 2002年7月22日 X  | 被以色列國防軍以空襲擊殺             |
| 6.   | 穆罕默德·戴夫                     | 2002年7月–9月          | 2024年7月13日 X  | 被以色列國防軍以空襲擊殺             |
| 7.   | 穆罕默德·辛瓦爾                   | 2024年10月16日         | 2025年5月13日 X  | 被以色列國防軍以空襲暗殺             |
| 8.   | 伊宰·丁·哈達德                    | 2025年5月13日 （推測） | 現任             |                                      |

## 註記
1. 1 2  由哈立德·迈沙阿勒、哈利勒·哈亞、扎赫·賈巴林（英语：Zaher Jabarin）、穆罕默德·伊斯梅爾·達爾維什（英语：Muhammad Ismail Darwish）以及一名未知名哈瑪斯官員組成。[1][2][3][4]
2. ↑  哈瑪斯第五位事實上的領袖、政治局主席叶海亚·辛瓦尔是哈瑪斯唯一一位直接參與卡桑旅並在前線作戰的領導人，直到2024年10月被以色列國防軍擊斃。辛瓦爾直接參與的以巴冲突包括第一次巴勒斯坦大起義和2021年以巴危机。
3. ↑  哈瑪斯第一和第二位事實上的領袖，即哈瑪斯協商委員會第一任和第二任主席均居住在巴勒斯坦加薩走廊，兩人也均被以色列襲擊暗殺。儘管哈瑪斯於1992年將其總部轉移至約旦安南，協商委員會主席仍持續在加薩走廊統治整個哈瑪斯，直到2004年哈瑪斯將領袖身份轉移給為政治局主席為止。
4. ↑  哈瑪斯政治局第一任和第二任主席均居住在約旦安南。在哈瑪斯設立哈馬斯政治局主席一職之前，其總部就已先設立在此。
5. ↑  叶海亚·辛瓦尔住在加薩走廊，並自2017年2月以來領導著哈瑪斯政府直至2024年10月被擊殺為止
6. ↑  在辛瓦爾死後，由哈立德·迈沙阿勒、哈利勒·哈亞、扎赫·賈巴林（英语：Zaher Jabarin）、穆罕默德·伊斯梅爾·達爾維什（英语：Muhammad Ismail Darwish）以及一名未知名哈瑪斯官員組成的臨時委員會開始代理政治局主席一職，並設立在卡達多哈。
7. ↑  然而在2024年11月8日，由於哈瑪斯在幾週前拒絕了一次換俘協議，卡達政府在美國的要求下勒令哈瑪斯離開卡達。[10][11]
8. ↑  然而哈立德·迈沙阿勒身為哈瑪斯政治局首任主席的任期被延長了兩次。[12]
9. 1 2  此職位將繼續懸缺直到2025年3月。前政治局主席叶海亚·辛瓦尔的副手哈利勒·哈亞被提拔至臨時委員會代理政治局主席一職，直到2025年3月的哈瑪斯領袖選舉為止。
10. ↑  依據沙烏地阿拉伯新聞頻道《事件新聞台（英语：AlHadath）》的推測，此人的身份有可能是在加薩的哈瑪斯高級官員尼扎爾·阿瓦達拉（英语：Nizar Awadallah），他曾在2021年加薩走廊領導人選舉中差點贏過叶海亚·辛瓦尔。[2]
11. ↑  哈瑪斯出於「安全原因」沒有公佈第五名委員會成員的名字。[2]
12. ↑  哈瑪斯在此期間沒有任命協商委員會副主席和/或領袖副手。
13. ↑  邁沙阿勒自1996年就已經擔任哈瑪斯政治局主席，他的前任—首任政治局主席穆薩·阿布·馬祖克於1995年7月在美國被逮捕，直到1997年被釋放。協商委員會主席艾哈邁德·亞辛繼續保持哈瑪斯領袖的身份直到他逝世為止。隨著第二任領袖蘭提西的暗殺，邁沙阿勒接管了哈瑪斯的領導權，並確立哈瑪斯政治局主席為哈瑪斯事實上領袖的職位。而協商委員會主席一職則繼續留存，負責統領協商委員會的運作。
14. ↑  該職位在哈利勒·哈亞於2024年8月6日被選為新任哈瑪斯政治局副主席之前保持空缺。